# Andreas Ivan
Andreas Ivan (Pitești, 10 gennaio 1995) è un calciatore rumeno con cittadinanza tedesca, centrocampista dell'Eintracht Treviri.

## Carriera

### Nazionale
Ha esordito con la nazionale Under-21 rumena il 9 ottobre 2015, nella partita di qualificazione all'Europeo 2017 vinta per 0-1 contro il Lussemburgo.

## Palmarès

### Club

#### Competizioni nazionali
- MLS Supporters' Shield: 1

New York Red Bulls: 2018